# Transformation du cliché Photomaton
La transformation du cliché Photomaton est une description d'un type de mélange analogue à un cliché Photomaton qui à partir d'une image en fabrique quatre de plus petites dimensions, et ainsi de suite par itération. Cette transformation est un cas particulier de transformations bijectives d'images.

## Histoire
Cette transformation a été introduite en 1997 par Jean-Paul Delahaye et Philippe Mathieu dans la revue Pour la Science.

## Présentation
Le principe de cette transformation est le suivant : pour obtenir une nouvelle image, l'image originale est decomposée en 4 images rétrécies récursivement. L'image est tout d'abord découpée en carrés de 4 pixels (2 × 2) puis le pixel en haut à droite de chaque carré sert à recomposer une image de taille {\displaystyle 1/2} en haut à droite, idem pour la partie en haut à gauche, en bas à droite, en bas à gauche. 
Cette transformation ne fonctionne qu'avec des images dont la hauteur et la largeur sont paires. 
Si on répète un certain nombre de fois cette transformation, on retrouve l'image de départ. Le nombre d'itérations s'appelle période de retour. Il se calcule comme suit pour une image de dimension {\displaystyle 2n\times 2m} pixels : 
- On détermine le plus petit entier p tel que {\displaystyle 2n-1} divise {\displaystyle 2^{p}-1} ;
- On détermine le plus petit entier k tel que {\displaystyle 2m-1} divise {\displaystyle 2^{k}-1} ;
- On calcule le ppcm de p et k. Le résultat obtenu est la période cherchée.

Dans le cas où la taille de l'image est {\displaystyle 2^{p}\times 2^{k}}, la période est ppcm(p,k).
Il est important de bien noter que les 4 images qui apparaissent après une étape de transformation ne sont pas identiques comme elles le seraient avec l'appareil photographique de la société Photomaton. Les quatre images sont bien différentes au sens des pixels qu'elles contiennent. Elles proviennent d'une redistribution des pixels de l'image initiale sans aucune duplication ni perte.
Un logiciel, disponible sous forme d'applet Java, pour tester différentes transformations sur les images de son choix, a été réalisé au LIFL/CNRS de Lille.

## Applications
Il s'agit principalement d'une technique de transformation d'images utilisée en informatique. On la compare à la transformation du boulanger comme illustration de la théorie du chaos. En effet, une faible différence au départ (par exemple 2 pixels voisins) conduit à une grande différence au bout de quelques itérations. Cependant à l'inverse de la transformation du boulanger, la différence cesse de croître et les pixels reprennent par la suite une position voisine.